# Acrocera borealis
Acrocera borealis är en tvåvingeart som beskrevs av Zetterstedt 1838. Acrocera borealis ingår i släktet Acrocera och familjen kulflugor. Inga underarter finns listade i Catalogue of Life.